# Ampithoe lacertosa
Ampithoe lacertosa är en kräftdjursart som beskrevs av Charles Spence Bate 1858. Ampithoe lacertosa ingår i släktet Ampithoe och familjen Ampithoidae. Inga underarter finns listade i Catalogue of Life.